# Hermann von Hoernes
Hermann von Hoernes, bis 1916 Hermann Hoernes, (* 31. Juli 1858 in Venedig; † 17. Januar 1948 in Linz) war ein österreichischer Berufsoffizier, Flugtechniker und Autor.

## Leben und Wirken
Hermann von Hoernes war der Sohn des k. k. Oberstleutnants Karl Hoernes und der Leontine Miller von Hauenfels. Er war ein Neffe des Geologen Moriz Hoernes und ein Cousin des Paläontologen Rudolf Hoernes sowie des Prähistorikers Moriz Hoernes.
Nach dem Abschluss der Realschule besuchte Hoernes die Pionierkadettenschule Hainburg. Er diente ab 1880 im 7. Pionierregiment und nahm 1882 an den Kämpfen gegen Aufständische in der Herzegowina teil, wofür er mit der silbernen Tapferkeitsmedaille ausgezeichnet wurde. Anschließend gehörte er bis 1903 dem Eisenbahn- und Telegraphen-Regiment an. Von 1891 bis 1893 studierte er vier Semester Maschinenbau an der Technischen Hochschule Wien und hörte Vorlesungen zur Meteorologie an der Universität Wien. Danach absolvierte er Praktika  in den Witkowitzer Eisenwerken, in der Floridsdorfer Maschinenfabrik und in der Prager Maschinenbau AG vorm. Ruston & Co.
Von 1903 bis 1907 gehörte Hoernes dem Infanterie-Regiment 59 und anschließend als Bataillonskommandant dem Infanterie-Regiment 42 an. Am 18. September 1911 ließ er sich im Rang eines Oberstleutnants in den Ruhestand versetzen, um sich ganz seiner schriftstellerischen und erfinderischen Tätigkeit widmen zu können. Im Ersten Weltkrieg wurde er vom 1. März 1915 bis 30. Juni 1916 als Oberst reaktiviert.
Seine erste Freiballonfahrt unternahm Hoernes 1888 in Berlin. Er war damit der erste österreichische Militärluftschiffer. Seine Nachtfahrt von Wien nach Posen im Jahr 1890 war die erste österreichische Rekordfahrt hinsichtlich Dauer und Entfernung. Ab 1891 verfasste er Sachbücher zum Thema Aeronautik. 1907 reichte er das Patent für eine „Planetluftschraube“ für Luftschiffe ein. Schon 1911 regte er den Bau von Großflugzeugen an.
Hoernes war Mitglied des Österreichischen Flugtechnischen Vereins, des  Wiener Flugtechnischen Vereins, des Deutsch-Böhmischen Vereins für Luftschifffahrt in Teplitz, des Wiener Aeroklubs, der Österreichischen Aeronautischen Kommission und der Commission Permanente Internationale d’Aeronautique, zudem korrespondierendes Mitglied des Deutschen Vereins zur Förderung der Luftschifffahrt.
Hermann von Hoernes war verheiratet mit Maria Anna (genannt Marianne) Hoernes geb. Hoke (1861–nach 1948), der Schwester der Sängerin Lily Kienzl und damit Schwägerin des Komponisten Wilhelm Kienzl.

## Werke (Auswahl)
- Die Luftfahrzeuge der Zukunft für Personen- und Waarenverkehr und die Aussichten der Luftschifffahrt. Hartlegen, Wien / Pest / Leipzig 1891 (archive.org).
- Ueber Fesselballon-Stationen und deren Ersatz im Land- und Seekriege. Verlagsanstalt Reichswehr, Wien 1892 (archive.org).
- Lenkbare Ballons. Rückblicke und Aussichten. Engelmann, Leipzig 1902.
- Die Luftschiffahrt der Gegenwart. Hartlegen, Wien / Pest / Leipzig 1903 (archive.org).
- Feldhandbuch für Truppenoffiziere. 1904.
- als Herausgeber: Buch des Fluges. 3 Bände. Szelinski, Wien 1911 (Band 2, Band 3).
- Die Erfindung des Flugdrachen. Ein Beitrag zur Klärung von Prioritätsansprüchen, insbesondere jener von Wilhelm Kress. Wallishausser’sche Hofbuchhandlung, Wien 1913.